# Areeiro (metropolitana di Lisbona)
Areeiro è una stazione della linea verde della metropolitana di Lisbona.
La stazione è stata inaugurata nel 1972 come stazione della linea blu, ma dal 1998 la stazione serve la linea verde.
Con la stazione di Roma, questa stazione ha corrispondenza con la ferrovia Lisbona-Sintra, la ferrovia Lisbona-Azambuja e il Fertagus.